# Helene-Lange-Gymnasium (Rendsburg)
Das Helene-Lange-Gymnasium in Rendsburg ist ein Gymnasium. Etwa 80 % der Schüler kommen aus dem dörflichen Umland. Es ist in Rendsburg eines von drei Gymnasien neben der Herderschule Rendsburg und dem Gymnasium Kronwerk. Schulträger ist die Stadt Rendsburg. Benannt wurde die Schule nach der Oldenburger Pädagogin und Frauenrechtlerin Helene Lange (1848–1930).

## Geschichte
Das Helene-Lange-Gymnasium ist die Nachfolgerschule der 1889 gegründeten höheren Schule für Mädchen der Stadt Rendsburg. Von 1956 bis 1973 war ihr die ländliche Oberschule angegliedert. Im Jahre 1964 wurde sie in Helene-Lange-Gymnasium umbenannt. Mit dem Beschluss im gleichen Jahr, die Schule nach Helene Lange zu benennen, gaben die Entscheidungsgremien der Schule eine Art Programm. Helene Lange war eine Pädagogin und Vorkämpferin der Frauenbewegung. Die Gründung der Schule als Gymnasium für Mädchen war bereits im Jahre 1889 Ausdruck dieses Gedankenguts. Die Koedukation wurde in den Sexten des Jahres 1973 eingeführt.

## Gegenwart

### Unterricht
Die Schule ist ein naturwissenschaftliches und neusprachliches Gymnasium mit bilingualem Zweig. Dazu gibt es Angebote im musikalisch-künstlerischen Bereich, z. B. Streicherklassen in der Orientierungsstufe oder Musicals.
Die Schule verfügt über eine gute Medienausstattung in allen Klassen- und Fachräumen (Touchpanels, WLAN, Zugang zum Unterrichtsnetzwerk) sowie über drei Computerräume mit 80 Plätzen und nutzt Itslearning als Lernmanagementsystem.

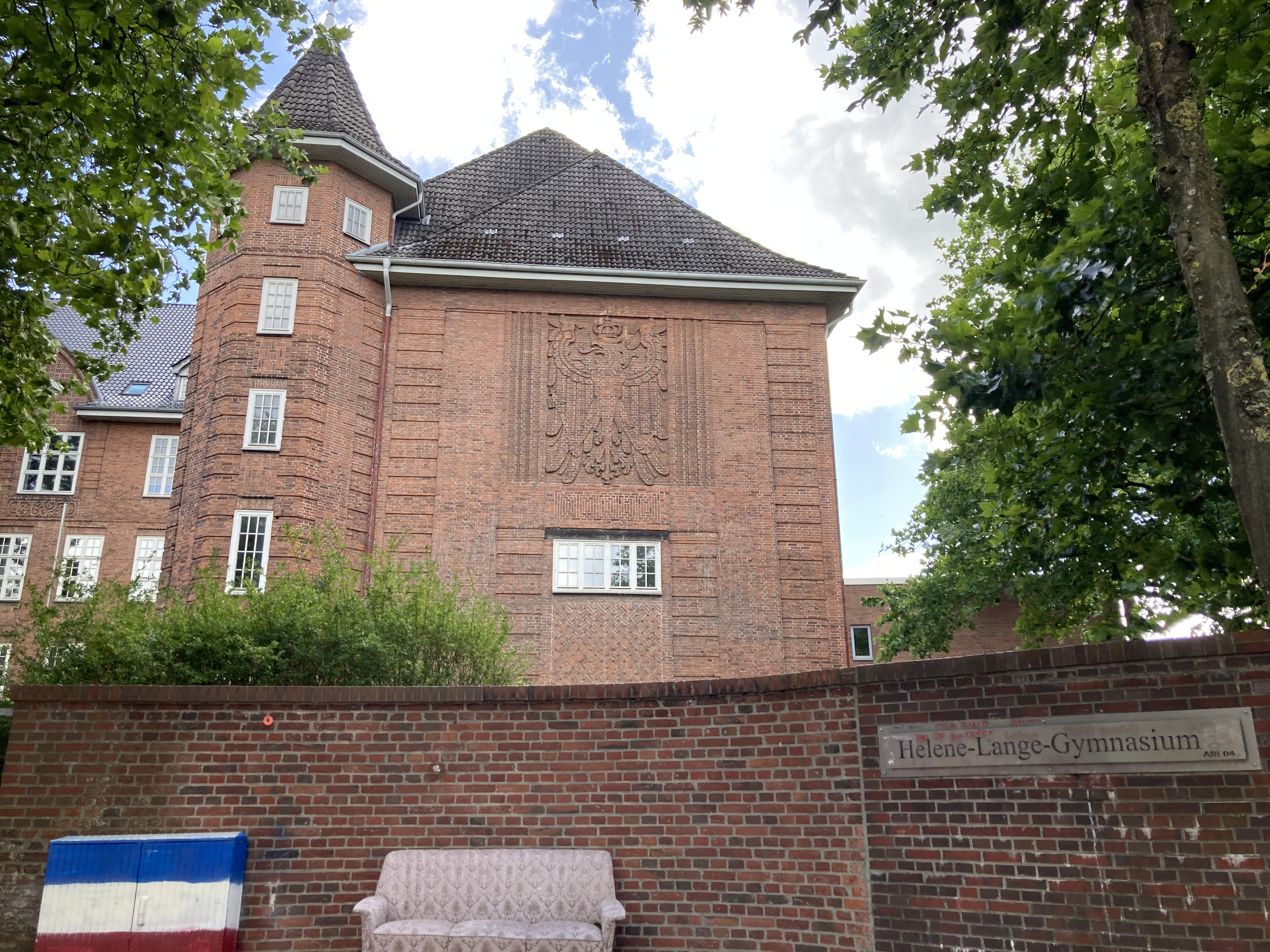
Von der Ritterstraße aus betrachtet ist die Außenmauer neben dem Eingangsbereich zu erkennen sowie die Fassade der kleinen Turnhalle und Aula inkl. Turm (2023).

### Auszeichnungen
Die Schule ist seit 2015 mit dem Berufswahl-SIEGEL-SH als „Schule mit vorbildlicher Studien- und Berufswahl-Orientierung“ ausgezeichnet (2020 rezertifiziert). Dazu ist die Schule für das besondere Engagement in unterschiedlichen Netzwerken im Bereich „Bildung für nachhaltige Entwicklung“ mehrmals als „Zukunftsschule.SH“ ausgezeichnet, zuletzt 2023, dazu ist die Schule seit 2020 zertifizierte Fairtrade-Schule.

### Partnerschaften
Das Gymnasium unterhält Schulpartnerschaften zum Zweck des Schüleraustausches mit Schulen aus Framlingham (England), Hokksund (Norwegen) sowie Châteaugiron und Toulouse (beide Frankreich).

## Bekannte Ehemalige
- Lothar Bisky (1941–2013), Kulturwissenschaftler und Politiker
- Jutta Reichelt (* 1955), Bildhauerin
- Ines Barber (* 1957), Journalistin, Radiomoderatorin und niederdeutsche Autorin
- Miriam Pede (* 1975), Fernseh- und Radiomoderatorin, Journalistin und Redakteurin
- Tim Gailus (* 1988), Fernsehmoderator, Reporter, Hörbuchsprecher und Redakteur
- Stephan Hampel (* 1989), Handballspieler